# Vörösnyakú havasipinty
A vörösnyakú havasipinty (Pyrgilauda ruficollis) a madarak (Aves) osztályának verébalakúak (Passeriformes) rendjébe, ezen belül a verébfélék (Passeridae) családja tartozó faj.

## Rendszerezése
A fajt William Thomas Blanford angol természettudós írta le 1871-ben, a Montifringilla nembe Montifringilla ruficollis néven.

## Alfajai
- Pyrgilauda ruficollis isabellina Stegmann, 1932
- Pyrgilauda ruficollis ruficollis (Blanford, 1871)[2]

## Előfordulása
Ázsiában, India, Kína és nepál területén honos. Természetes élőhelyei a mérsékelt övi sziklás gyepek, valamint városi környezet. Állandó, nem vonuló faj.

## Megjelenése
Testhossza 15 centiméter, testtömege 23-28 gramm.

## Természetvédelmi helyzete
Az elterjedési területe rendkívül nagy, egyedszáma pedig stabil. A Természetvédelmi Világszövetség Vörös listáján nem fenyegetett fajként szerepel.